# Tectaria blumeana
Tectaria blumeana là một loài thực vật có mạch trong họ Dryopteridaceae. Loài này được (Regel) C.V. Morton miêu tả khoa học đầu tiên năm 1971.